# Анищев, Владимир Петрович
Владимир Петрович Анищев (24 июля 1935, Воронеж — 21 февраля 2018, там же) — советский партийный и российский государственный деятель, второй секретарь ЦК КП Узбекистана (1986—1989), председатель комитета народного контроля РСФСР (1989—1990), народный депутат России (1990—1993).
Профессиональное образование: окончил Воронежский авиационный техникум по специальности «Холодная обработка металлов резанием» (1954), механический факультет Воронежского инженерно-строительного института (1970), Академию общественных наук при Центральном комитете КПСС (1978).
В 1954—1961 гг. — конструктор Воронежского авиационного завода. В 1961—1978 гг. — на комсомольской и партийной работе. В 1978—1979 — председатель Воронежского горисполкома, в 1979—1985 — 1-й секретарь Воронежского горкома КПСС. В 1986—1989 — 2-й секретарь ЦК КП Узбекистана. На этой должности не сработался с первым секретарём ЦК КП Узбекистана Р. Н. Нишановым и покинул свой пост вскоре после недоразумения со схемой расстановки почётных гостей на трибуне первомайской демонстрации.
С 11 октября 1989 по 16 июня 1990 гг. — председатель комитета народного контроля РСФСР.
Депутат Верховного Совета РСФСР (1980—1985). Депутат Верховного Совета СССР (1986—1989), народный депутат СССР (1989—1991). В 1990—1993 гг. — депутат Верховного Совета РСФСР, народный депутат РФ. Член ЦК КПСС (1986—1990).
Участвовал в первых выборах губернатора Воронежской области, но не был избран.
Доктор экономических наук, профессор.
Награждён орденом Трудового Красного Знамени.
Скончался 21 февраля 2018 года. Похоронен на Лесном кладбище Воронежа.